# Manifest mojim krajišnikom
Manifest Mojim krajišnikom hrvatsko-slavonskoga krajiškoga područja službeni je carsko-kraljevski dokument izdan 15. srpnja 1881. godine kojim je u cijelosti bilo dovršeno ujedinjenje Vojne krajine s maticom, Kraljevinom Hrvatskom i Slavonijom. Tim činom je, ne samo ukinuta Vojna krajina nakon tristo godina postojanja i vraćena Hrvatskoj, već je ostvarena teritorijalna povezanost Hrvatske sa Slavonijom, a teritorij Kraljevine Hrvatske i Slavonije je bio udvostručen.

## Pozadina događaja
Prodor Osmanlija duboko u zapadne dijelove Balkanskog poluotoka u 15. stoljeću stvorio je potrebu obrane istočne obrane jugoistočne granice Ugarskog i Hrvatskog Kraljevstva. Prvi temelji kasnijoj Vojnoj krajini (Militärgrenze) položeni su 1469. godine kada je kralj Matija Korvin utemeljio Senjsku kapetaniju.
Poslije poraza Hrvata u Krbavskoj bitki (1493.) te poraza i pogiblje kralja Vladislava II. Jagelovića (1526.) u Mohačkoj bitki, Hrvati su, neovisno o Mađarima izabrali Habsburgovce za vladare Hrvatske. Kako bi spriječili daljnji prodor Osmalija na hrvatski teritorij i spriječili njihove upade u austrijske nasljedne zemlje, Habsburgovci su počeli organizirati Vojnu krajinu. Godine 1553. donesena je odluka o njenom uređenju te je podijeljena na Hrvatsku krajinu (njem. Krabatische Graenitz) i Slavonsku krajinu (njem. Slawonische Graenitz).
Poslije oslobodilačkih ratova u 17. i 18. stoljeću koji su 1699. godine rezultirali Karlovačkim, a 1718. godine i Požarevačkim mirom, Vojna krajina je izgubila svoju osnovnu, obrambenu namjenu, ali nije bila ukinuta, već je nasuprot tome čak bila proširena na većinu novooslobođenih teritorija, s izuzetkom Banske krajine koju je 1703. godine kralj Leopold I. vratio pod izravnu vlast hrvatskog bana i Sabora.
Sredinom 18. stoljeća Vojna krajina je bila reorganizirana u sedamnaest pukovnija, pri čemu je Karlovačka krajina bila je podijeljena na Ličku, Otočku, Ogulinsku i Slunjsku pukovniju, Banska krajina na Prvu i Drugu bansku pukovniju, a Varaždinska krajina na Križevačku i Đurđevačku, a Slavonska krajina na Brodsku, Gradišku i Petrovaradinsku pukovniju.
Iako je Hrvatski sabor bio opetovano tražio ukidanje Vojne krajine i njeno vraćanje u sastav Kraljevine Hrvatske i Slavonije, razvojačena je tek 8. kolovoza 1873. godine, a sjedinjena s maticom zemljom 1881. godine.

## Tekst Manifesta
Tim se konačno završuje znamenito razdoblje u razvitku Vašeg narodnog
života.
Uslijed povijesnih događajah povjeriše Vam Moji uzvišeni pređi stražu
na južnih međah austrijsko-ugarske monarkije, oslanjajuć se prosvietljenim
pouzadnjem na Vaše junačke krieposti, na Vašu neutrudivu budnošću i zadovoljnost i na Vašu požrtvovanost, koja je upravo nasljednom postala.
Vi ste tu zadaću tečajem vjekovah odanošću vršili.
Vaš cesar i kralj hvali Vam na tom!
Sveopće priznanje za sve ono, što ste učinili Vi i Vaši otci živjeti će u
grudih čovječanstva doj je svieta i vieka.
Ja pako upravo uživam u preugodnom zadovoljenju Mojih vladalačkih
otčinskih čuvstvah, što Mi je suđeno, oživotvoriti Vam davno i pravednu
želju Vašu, i privesti Vas k užitku onih općih građanskih pravah, što ih svi
Moji vierni podanici uživaju.
Sva prava i osobite pogodnosti, što ste ih dosada uživali, ostati će Vam
uzčuvane i prigodom prelaza u nove odnošaje u smislu ustanovah Mojega
otpisa od 15. srpnja 1881. god.
Isto tako pobrinuo sam se Ja i zato, da osim dosadanjih, u Krajiške investicionalne svrhe posvećenih sredstvah još i dalje sredstva u svrhu Vaše
osobite dobrobiti obraćana bude.
Upotriebljujte ta sredstva razboritom mjerom i mudrim oprezom. Onu
bujnu narodnu snagu pako, kojom ste Vi i Vaši otci austro-ugarsku monarkiju do sada protiv vanjskih dušmanov branili, pokažite od sada i u radnji
mira.
Neka Vam Božji blagoslov naplati djelovanje Vaše sretnim uspievanjem
i trajnim blagostanjem.
Dano u Ischlu dne petnaestoga srpnja godine hiljadu osamsto osamdeset
Franjo Josip